# Parafia św. Stanisława Kostki w Jerzyskach
Parafia pw. Świętego Stanisława Kostki w Jerzyskach – parafia rzymskokatolicka, należąca do dekanatu Łochów, diecezji drohiczyńskiej, metropolii białostockiej. 

## Historia parafii
Wieś Jerzyska została założona ok. 1752 i pierwotnie nosiła nazwę Budy Jeżyskie. Od 1763 należała do parafii w Kamionnej. Teren pod budowę przyszłego kościoła i na wyposażenie parafii ofiarowała w latach 30. XX w. hrabina Elżbieta Maria z hr. Zamoyskich Kurnatowska, właścicielka dóbr łochowskich, jadowskich i kołodziąskich. W październiku 1933 roku ukończono budowę drewnianej kaplicy pw. św. Stanisława Kostki. W dniu 8 grudnia 1933 biskup siedlecki czyli podlaski Henryk Przeździecki erygował w Jerzyskach nową parafię Św. Stanisława Kostki. Pierwszym proboszczem został ks. Czesław Zgorzałek. Obecna świątynia została zbudowana w latach 1948–1965.  

## Obszar parafii

### Miejscowości i ulice
W granicach parafii znajdują się miejscowości: 

- Brzuza,
- Jerzyska,
- Łazy (Kaczeniec),
- Łojki,
- Łosiewice,
- część Szumina (Szumin Poduchowny),
- Szynkarzyzna (kolonia)